# Mikael Strøm
Mikael Strøm, danski rokometaš, * 23. junij 1959.
Leta 1984 je na poletnih olimpijskih igrah v Los Angelesu v sestavi danske rokometne reprezentance osvojil 4. mesto.